# Вельонткі-Росохате
Вельонткі-Росохате (пол. Wielątki Rosochate) — село в Польщі, у гміні Сомянка Вишковського повіту Мазовецького воєводства.
Населення — 111 осіб (2011).
У 1975-1998 роках село належало до Остроленцького воєводства.

## Демографія
Демографічна структура станом на 31 березня 2011 року:
|          | Загалом | Допрацездатний вік | Працездатний вік | Постпрацездатний вік |
| -------- | ------- | ------------------ | ---------------- | -------------------- |
| Чоловіки | 52      | 15                 | 33               | 4                    |
| Жінки    | 59      | 14                 | 35               | 10                   |
| Разом    | 111     | 29                 | 68               | 14                   |